# Замковий Володимир Олександрович
Замковий Володимир Олександрович (15 травня 1983 — 11 жовтня 2023) — сержант Збройних Сил України, учасник російсько-української війни, який загинув під час російського вторгнення в Україну.

## Життєпис
Володимир Замковий народився 15 травня 1983 року в місті Львів, Україна.
У 1990 р. розпочав навчання в ЗОШ №1 в с. Варивідки, Хмельницької області.
В 1991 році перевівся в м. Львів до ЗОШ №55,яку закінчив в 1998 році. Того ж року вступив до ХПТУ №12 (тепер Львівське вище художнє училище), де здобув фах автослюсаря по ремонту автомобільної техніки.
З 2001 по 2002 рік проходив строкову службу в м. Києві. Під час служби був переведений до лав Окремого президентського полку імені гетьмана Богдана Хмельницького.
Після звільнення зі служби працював водієм.
З початком російського вторгнення в Україну у лютому 2022 року добровольцем став на захист України. Боровся проти держави-терориста у складі 125-ї окремої бригади територіальної оборони ЗСУ на посаді техніка стрілецької роти. В складі підрозділу брав участь у боях за с.Торське, Донецької області. За час служби отримав звання "сержант".
11 жовтня 2023 року в районі виконання бойового завдання за призначенням відбувся мінометний обстріл, внаслідок якого сержант Володимир Замковий отримав поранення несумісне з життям, взявши увесь удар міни на себе.
17 жовтня 2023 року Володимира поховали з усіма військовими почестями на Полі почесних поховань Личаківського кладовища у Львові.
У захисника залишилися бабуся, мама, дві доньки, брат, кохана дівчина і велика родина.

## Нагороди
В лютому 2024 року відповідно до указу Президента України №135/2023  Володимиру Замковому за особисту мужність і самовідданість, виявлені у захисті державного суверенітету та територіальної цілісності України, вірність військовій присязі було посмертно відзначено державною нагородою: орденом «За мужність» III ступеня.
В травні 2024 відповідно до указу Міністра оборони України №786 від 21 травня 2024 року відзначено медаллю "Захиснику України".